# Розіграш Гемінгвея
«Розіграш Гемінгвея», або  «Розіграш Хемінгуея» (англ. The Hemingway Hoax) — альтернативно-історичний науково-фантастичний роман американського письменника Джо Голдемана. Він переплітає історію спроби створити підроблений рукопис Ернеста Хемінгуея з темами, які стосуються подорожей у часі та паралельних світів. Скорочена версія книги отримала як премію Гюго, так і премію «Неб'юла» за найкращу повість у 1991 році (за оповідання в 1990 році).

## Сюжет
У 1921 році письменницька кар’єра Хемінгуея зазнала невдачі, коли його перша дружина Хедлі втратила сумку з рукописом та усіма копіями свого першого роману в паризькому поїзді. З того часу ходять спекуляції щодо природи роману та того, чи зберігся рукопис і чи може він з’явитися колись.
Сімдесят п’ять років по тому, у 1996 році, Джон Бейрд, вчений-хемінгуеїст з цілком ейдетичною пам’яттю, переконаний Сильвестром «Каслом» Каслмейном, злочинцем з Кі-Вест, створити підроблений рукопис, який буде виданий як одна з втрачених копій. Спочатку не маючи особливого бажання, він все ж погоджується з пропозицією, оскільки з деякими юридичними хитрощами це можливо зробити, не привертаючи уваги влади.
Однак натомість він привертає увагу з зовсім іншого боку. Десь, або колись, існують особи, які контролюють шляхи долі у безлічі паралельних версій нашого світу. Все, що впливає на культурний розвиток Хемінгуея, становить для них загрозу. Зрештою ми дізнаємося, що багато з часових шкал повинні закінчитися в 2006 році катастрофічною ядерною війною, коли два лідери-мачо супердержав, обидва під впливом історій Хемінгуея, відмовляються відступити в умовах кризи. Якщо навіть декілька часових шкал не зможуть досягти цієї точки, то реверберації в Мультивсесвіті будуть фатальними.
Бейрд проводить дослідження колекції Хемінгуея в бібліотеці Джона Ф. Кеннеді в Бостоні і намагається отримати зістарений папір і точну модель друкарської машинки, якою користувався Хемінгуей. Він отримує три несподіванки. По-перше, Хемінгуей з'являється йому у поїзді по дорозі з Бостона до Флориди і вимагає його відмовитися від пошуків. По-друге, Хемінгуей, як він це називає, вбиває його, викликаючи обширний інсульт, коли Джон не відмовляється від своєї ідеї. По-третє, він прокидається в одному поїзді — чи вже прокидався до цього? Сам він дещо інший, з двома наборами схожих, але суперечливих спогадів. Привид Хемінгуея також здивований. Люди повинні залишатися мертвими. Натомість Бейрд змістився на паралельну шкалу часу.
Повернувшись у Флориду, життя триває приблизно так само, як і раніше. Касл привозить спокусницю, щоб затьмарити вченого, навіть коли він має роман з його дружиною Леною. Тут сюжети роману починають розгортатися паралельно власних сюжетам з життя Хемінгуея. Через численні зустрічі з привидом Хемінгуея та численні смерті Бейрд залишається за схемою, настільки, щоб кинути виклик цьому таємничому мучителю, як і будь-що інше. Кожен новий світ, однак, здається трохи гіршим за попередній, особливо якщо мова йде про особистість Касла. В останньому Всесвіті Касл — психотичний вбивця, якого вони намагаються заарештувати за ордером поза межами держави.
Сутність Хемінгуея приходить до Бейрда і пропонує показати йому, що сталося з сумкою Гедлі, в обмін на відмову від містифікації. Повертаючись у часі, вони бачать, що злодієм є сам Хемінгуей, але він розмовляє з Бейрдом та сутністю, перш ніж зникнути.
Не знаючи, як, Бейрд опиняється у власному часі, із сумкою. У той момент Касл, уникнувши арешту, жорстоко вбиває всіх своїх співучасників пострілом з дробовика. Усвідомлення вченого зберігається, і він здатний змінити хід часу та змінити події так, щоб жінки вижили, навіть коли він стріляє у лиходія і бере вибух рушниці в рот, імітуючи справжнє самогубство Хемінгуея.
Тепер, звільнившись від свого тіла, Бейрд став схожим на сутність, яка переслідувала його. Він ретроспективно переживає спогади Хемінгуея. Досягаючи точки, коли молодий Хемінгуей, спустошений і розлючений втратою рукописів, кристалізує свій чоловічий світогляд і повертається обличчям до свого майбутнього, видіння Берда припиняється й він приходить до усвідомлення своїх здібностей. Він подорожувє в минуле, викрадає сумку Гедлі, дозволяючи побачити себе в особі Хемінгуея. Він відкладає її для себе, щоб знайти в сьогоденні, перш ніж покинути час у проміжку між ними. Таким чином, «сутність Берда» створюється з психічної травми Хемінгуея, і мається на увазі, що він насправді створює всі інші сутності, з якими ми зустрічаємося під час оповіді.
Роман закінчується тим, що Хемінгуей у 1920-их роках написав у Парижі роман «Вгору в Мічигані», і раптом відчув дивне передчуття приреченості.

## Авторський опис книги
Приблизно в 1991 році Голдемен писав: «Про що книга? Підзаголовок А «Короткий комічний роман екзистенційного терору» влучний. Певним чином, це роман жахів, переповнений жахливим гумором, оскільки, вочевидь, божевільний привид Ернеста Хемінгуея знову й знову вбиває безпорадного вченого; вчений сповзає з одного Всесвіту в наступний щоразу, коли він помирає, що є, мабуть, досить неприємною формою серійного безсмертя. Пояснення язиком у щоки, як це могло статися, кваліфікують книгу як науково-фантастичний роман.
... Це може бути «найлітературніша» з моїх книг, але вона також має найяскравішу стать та найжахливіше насильство, яке я коли-небудь писав. Ні для кого вона не буде нудною».